# Kanfen
Kanfen je občina v departmaju Moselle francoske regije Lorena.
Leta 2006 je v občini živelo 970 oseb oz. 114 oseb/km².